# Paradís (teatre)

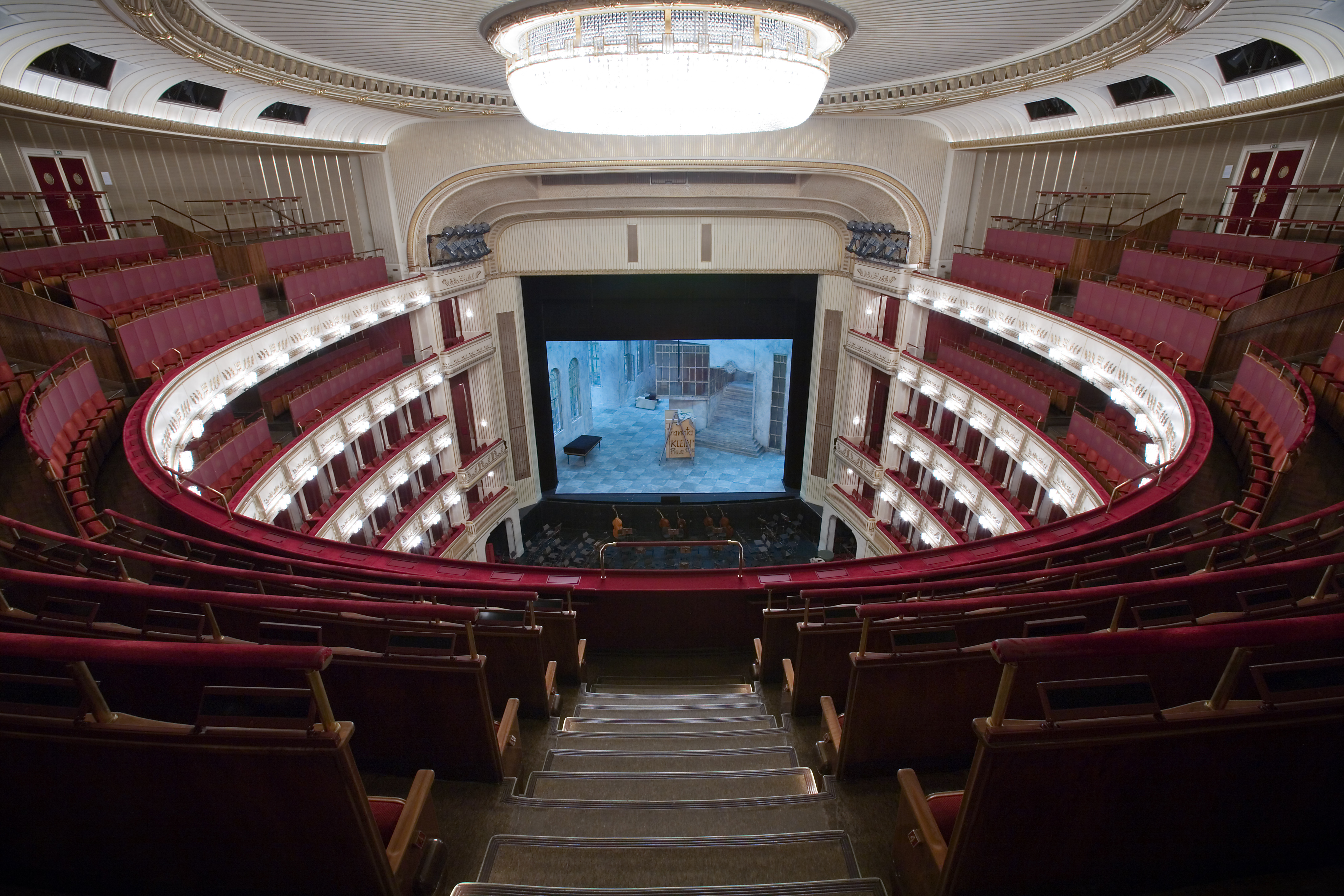
Vista panoràmica de les localitats del galliner estant, tocant el sostre de l'auditori de l'Òpera de Viena.

El paradís és, en els grans teatres a la italiana, la part superior, per sobre les darreres llotges i l'amfiteatre.
A vegades també s'anomena així el fons d'una sala d'espectacles, amb preus populars.
El paradís té els seients menys costosos per la seva distància de l'escenari.
També rep altres denominacions com galliner, cassola i general.
El nom "paradís" prové de la seva proximitat als sostres pintats, que sovint presenten composicions mitològiques que representen l'estança dels déus. El nom "galliner" prové de la malla metàl·lica que impedia que els espectadors llancessin objectes o menjar, per exemple en resposta a la mala qualitat de l'espectacle.

## En l'arquitectura teatral
Narciso Díaz de Escovar i Francisco de Paula Lasso de la Vega han deixat una excel·lent descripció dels espais del total de l'edifici teatral renaixentista que serviria de base al teatre de model italià:
| « | "Al principi el teatre va ser un simple empostat; després es van establir els corrals, on s'aixecava també un taulat petit, el prosceni del qual (l'embocadura de l'escenari) ocupava una orquestra quan la comèdia ho requeria; davant aquest s'ordenaven uns bancs reservats per als qui adquirien bitllets personals, i darrere el poble, drets i a l'aire lliure, poble designat pels noms d'infantería (per la seva postura necessàriament dreta) i de mosqueteros (que eren els qui habitualment ocupaven la part del darrere i més bulliciosa del pati, sector del públic que més endavant anà al galliner o al paradís dels teatres a la italiana o encara cassola on s'amuntegaven ess dones. Per sobre de tot això, les desvanes i aposentos ocupaven els costats i el fons del corral, amb llotges i balcons en què es col·locaven un gran nombre de dames i galants, que constituïen la part més florida del concurs". | » |